# El Soldado

La mine de cuivre à ciel ouvert d'El Soldado est l'une des plus importantes et plus anciennes au monde. Située dans la province d'Aconcagua, à 145 kilomètres au nord de Santiago du Chili, elle était toujours en activité 180 ans après sa découverte.

## Histoire
La mine de cuivre d'El Soldado a été exploitée dès les années 1830, une fois la demande mondiale de cuivre remise du choc de la Crise boursière de 1825. En 1899, c'est la compagnie franco-belge de la Société des mines de cuivre de Catemu qui reprend le site et l'agrandit, grâce à la reprise des usines de fonte du cuivre de la « Poza » et de « Melon ». Le site produit environ 16 000 tonnes de cuivre dès 1903, puis passe à 40 000 tonnes d'une teneur de 4,5 % en 1908. Avec El Teniente, c'est l'autre grande région productrice de cuivre du Chili, après celle du désert d'Atacama, qui était la première en 1958 avec 250 000 tonnes extraites sur 460 000 tonnes dans tout le pays.
La mine appartient aujourd'hui à la  Corporacion Nacional del Cobre de Chile (Codelco) chilienne, qui l'a rachetée au géant minier sud-africain Anglo American, avec les autres sites industriels du "complexe Sur", la fonderie Chagres et la mine de cuivre de Los Bronces, valorisé 20 milliards de dollars pour une production annuelle de 450 000 tonnes et des réserves reconnues d'un million de tonnes de cuivre-métal.